# Cabezón de Liébana
Cabezón de Liébana és un municipi situat en la Comunitat Autònoma de Cantàbria, en la comarca de Liébana. Els seus límits són: al sud amb Pesaguero, a l'est amb Polaciones i Rionansa, a l'oest amb Potes i Vega de Liébana i al nord amb Lamasón i Cillorigo de Liébana.

## Localitats
- Aniezo, 33 hab.
- Buyezo, 39 hab.
- Cabezón de Liébana (Capital), 92 hab.
- Cahecho, 47 hab.
- Cambarco, 34 hab.
- Frama, 156 hab.
- Lamedo, 34 hab.
- Luriezo, 43 hab.
- Perrozo, 65 hab.
- Piasca, 76 hab.
- San Andrés, 37 hab.
- Torices, 30 hab.

## Demografia
| 1900  | 1910  | 1920  | 1930  | 1940  | 1950  | 1960  | 1970  | 1980 | 1990 | 2000 | 2007 |
| ----- | ----- | ----- | ----- | ----- | ----- | ----- | ----- | ---- | ---- | ---- | ---- |
| 2.199 | 2.207 | 2.190 | 2.121 | 2.152 | 2.209 | 1.892 | 1.361 | 953  | 908  | 670  | 688  |

Font: INE

## Administració
| Eleccions municipals, 25 de maig de 2003 |      |        |          |
| Partit                                   | Vots | %      | Regidors |
| PP                                       | 260  | 49,62% | 4        |
| PRC                                      | 136  | 25,95% | 2        |
| PSOE                                     | 75   | 14,31% | 1        |

| Eleccions municipals, 27 de maig de 2007 |      |        |          |
| Partit                                   | Vots | %      | Regidors |
| PP                                       | 242  | 47,54% | 4        |
| PRC                                      | 143  | 28,09% | 2        |
| PSOE                                     | 120  | 23,58% | 1        |